# Eustachius van Rome

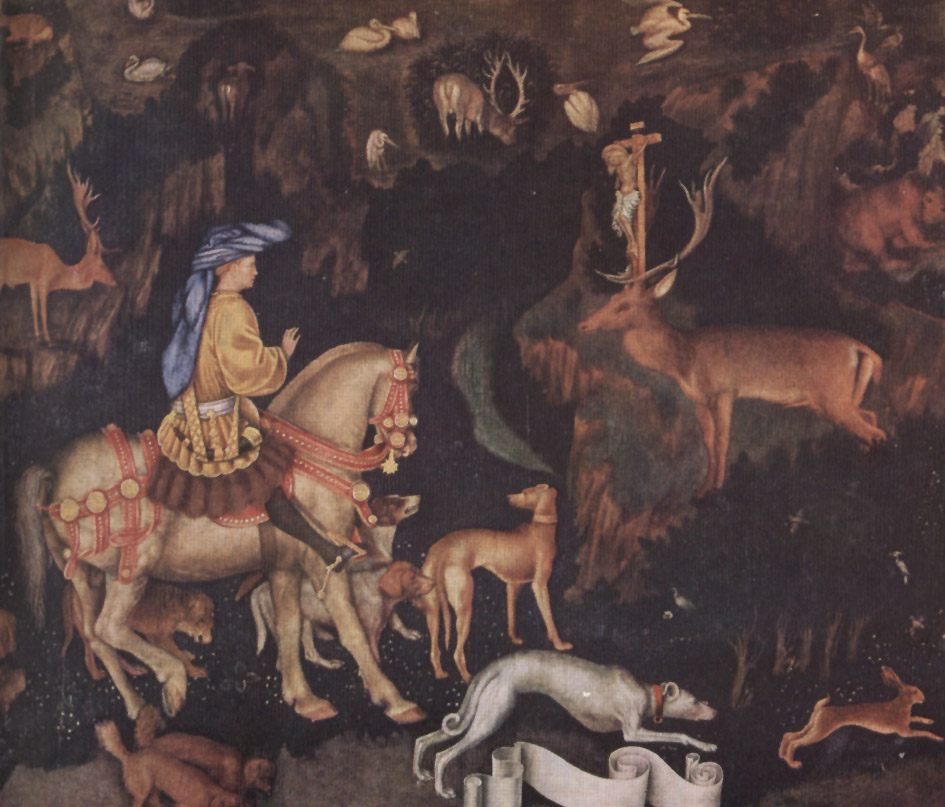
Het visioen van Sint Eustachius. Geschilderd door Pisanello.

Eustachius van Rome († Rome, 118), eig. Placidus, is een rooms-katholiek heilige. Hij is een van de veertien Noodhelpers.

## Biografie
Volgens de traditie was Placidus generaal in het Romeins leger van Trajanus, maar bekeerde zich tot het christendom na een jachtpartij waarbij hij een gloeiend kruis in het gewei van een hert had gezien. Na zijn bekering nam hij de naam Eustachius aan. Omdat hij heilig verklaard is wordt hij ook wel aangeduid en staat ook wel bekend als Sint Eustachius.
Toen bekend werd dat Eustachius christen was geworden, werd hem in navolging van Job have en goed ontnomen en werden zijn vrouw en kinderen opgepakt. Als generaal roept keizer Trajanus hem evenwel terug om de stad te verdedigen tegen de barbaren. Wanneer Eustachius en zijn gezin weigeren om na de behaalde overwinning de goden te danken, ontsteekt Trajanus' opvolger Hadrianus in woede, werpt hen voor de leeuwen en laat hij hen koken in een bronzen ketel.

## Feestdag
Zijn feestdag is op 20 september, maar die is afgeschaft door paus Paulus VI bij gebrek aan bewijs dat de heilige ooit heeft bestaan. Hij is de patroonheilige van Parijs, van Madrid, van Sint Eustatius - van de jagers, de houtvesters, de brandweerlieden en de blikslagers en hij wordt aangeroepen bij triestige familiegebeurtenissen, liefdesperikelen en tegen schadelijke insecten.

## Receptie
De legende van Eustachius werd al in de dertiende eeuw in het Middelnederlands vertaald en bewerkt. In het zogeheten Rijmboek van Oudenaerde alias de Enaamse codex is een berijmd fragment van 361 regels bewaard gebleven, waarin verteld wordt hoe Eustaes bij het oversteken van een rivier zijn twee zonen verliest: de een wordt door een leeuw meegenomen, de ander door een wolf. Beide kinderen worden gered door herders en akkerlieden. De kinderen groeien op zonder te weten wie zij zijn. Eustaes is al die tijd (15 jaar, de gebruikelijke tijd voor een jongen om volwassen te worden) een anonieme bewaker van weidevelden. Als de barbaren het land rond de stad Rome binnenvallen herinnert keizer Trajaen zich Placijs, zoals Eustaes vroeger heette. Eustaes wordt gevonden [vindt ook zijn door een schipper ontvoerde vrouw en zijn dood gewaande zonen terug, maar dat deel van het verhaal is niet overgeleverd] en verslaat de indringers. Teruggekomen in Rome blijkt keizer Trajaen overleden en opgevolgd door Adriaen. Als Eustaes en zijn gezin weigeren aan de heidense afgod Apollo te offeren als dank voor de behaalde overwinning worden zij in een amfitheater voor een leeuw gegooid, maar de leeuw doet hen geen kwaad. Hier eindigt het fragment.
Deze Middelnederlandse 'epische' bewerking van de Eustachius-legende gaat niet direct terug op de Latijnse versie zoals die gecanoniseerd werd in de Legenda aurea [CLVII - De sancto Evstachio] in de recente editie van G.P. Maggioni, Firenze 1998. Een Oudfranse intermediair is niet onwaarschijnlijk. Vreemd genoeg echter is de Eustachius-legende niet overgeleverd in de oudste Middelnederlandse vertaling van de Legenda aurea van omstreeks 1360, wel in een (deels) jongere: Van Sunte Eustachius, zoals bewaard gebleven in UB UvA, hs. VI B 15 (Utrecht, 1438).
De Eustachius-legende heeft gedurende de Middeleeuwen zeer tot de verbeelding gesproken en duikt in allerlei gedaanten in meerdere teksten op: Guillaume d'Angleterre dat vermoedelijk ten onrechte aan Chrétien de Troyes wordt toegeschreven, Valentijn ende Nameloes, Valentijn en Oursson en een zeer fragmentarisch bewaard gebleven Middelnederlandse Roman van Iechemas.
De Eustachius-legende vormde een onmiskenbare bron van inspiratie voor de biografie van de heilige Hubertus.